# Cầu Petőfi
Cầu Petőfi (tiếng Hungary: Petőfi híd, tên gọi trong giai đoạn 1937 - 1945: Cầu Horthy Miklós (Horthy Miklós híd)) là một trong những cây cầu lịch sử ở Budapest, Hungary. Cây cầu này bắc qua sông Danube để nối liền giữa hai khu vực Buda và Pest. Ở hai đầu cầu có hai quảng trường công cộng (Boráros tér và Goldmann György tér). Cầu có chiều dài là 378 mét (nếu bao gồm cả hai đường lên cầu thì tổng chiều dài là 514 mét) và chiều rộng đạt 25,6 mét.

## Lịch sử
Từ năm 1908, thủ đô Budapest đã đề xuất xây dựng một cây cầu bắc qua sông Danube trên vị trí của cây cầu hiện tại, nhưng các cơ quan nhà nước có thẩm quyền chưa coi trọng đề án này. Sau khi Chiến tranh thế giới thứ nhất nổ ra, ý tưởng này càng bị hoãn lại. Trong giai đoạn 1933 - 1937, cầu Petőfi được xây dựng dựa theo bản thiết kế của kỹ sư người Hungary Hubert Pál Álgyay. Cầu được bàn giao cho chính quyền cũng như cho thông xe vào ngày 12 tháng 9 năm 1937. Sau đó, cầu bị hư hại nặng nề trong Chiến tranh thế giới thứ hai, nên sau đó được xây dựng lại. Cầu Petőfi đi vào sử dụng trở lại vào ngày 22 tháng 11 năm 1952, và đồng thời có một cái tên mới để vinh danh nhà thơ huyền thoại người Hungary Sándor Petőfi.